# Herzogenrath
Herzogenrath je grad u Sjevernoj Rajni-Vestfaliji u Njemačkoj. Jedno je od 10 općinskih središta okruga Region Aachena.

### Grad Herzogenrath
- Straß
- Kohlberg
- Gasse
- Hegge(n)
- Pesch
- Maubach
- Beckenberg
- Afden
- Niederbardenberg
- Ruif
- Noppenberg
- Bierstraß
- Thiergarten
- Dahlen
- Wefelen

## Gradovi prijatelji
- Bistritz (Rumunjska)
- Plérin (Francuska)
- Kerkrade (Nizozemska)